# Міжнародна федерація вексилологічних асоціацій
 Міжнародної федерації вексилологічних асоціацій (фр. Fédération internationale des associations vexillologiques — FIAV) є міжнародною організацією, яка об’єднує 55 регіональних, національних та міжнародних товариств і інституцій з усього світу, які займаються розвитком і популяризацією вексилології. Завданням ФІАВ є поширення знань про всі види прапорів, їх форми і функції, а також опрацювання на основі наукових досліджень правил, що регулюють створення прапора.

## Історія
Про створення Федерації було задекларовано 3 вересня 1967 року під час II міжнародного вексилологічного конгресу в Швейцарії. Офіційно ФІАВ засновано 7 вересня 1969 року, під час III конгресу  у Бостоні (США).

## Члени ФІАВ
Федерація об’єднує 55 різних науково-дослідницьких, аматорських і професійних товариств, які займаються різними напрямками прапорництва. Від 1995 року членом ФІАВ стало Українське геральдичне товариство.

## Міжнародні вексилологічні конгреси
Міжнародні вексилологічні конгреси були започатковані 1965 року. Від 1969 року проводяться під егідою ФІАВ. Конгреси відбуваються щодва роки в різних країнах світу. Під час конгресів відбуваються заслуховування та обговорення наукових доповідей, а також вирішуються організаційні питання ФІАВ.
XXIX міжнародний вексилологічний конгрес буде проведено 2021 року в Любляні.

## Президенти
- 1969—1973: Луї Мюлеманн
- 1973—1981: Оттфрід Нойбекер
- 1981—1993: Х'ю Буден
- 1993—1997: Вільям Крамптон
- 1997—2019: Мішель Люпан
- від 2019: Желько Геймер